# At the Edge of Time
At the Edge of Time is het negende album van Blind Guardian, uitgebracht in 2010 door Nuclear Blast.

## Track listing
1. "Sacred Worlds" — 9:17
2. "Tanelorn (Into the Void)" — 5:58
3. "Road of No Release" — 6.30
4. "Ride into Obsession" — 4.46
5. "Curse My Name" — 5:52
6. "Valkyries" — 6:38
7. "Control the Divine" — 5:26
8. "War of the Thrones" — 4:55
9. "A Voice in the Dark" — 5:41
10. "Wheel of Time" — 8:55
11. "Curse My Name (Original)" (Japanese bonus track) — 5:13
12. "Valkyries (Extended)" (Japanese bonus track) — 6:51